# Teatro de siempre
Teatro de siempre va ser un espai de televisió, emès per La 2 de TVE entre el 20 de novembre de 1966 i el 25 de desembre de 1972.

## Format
Coincident amb l'edat d'or del teatre televisat a Espanya, es tractava d'un espai en el qual setmanalment s'emetia la representació d'una obra de teatre. Coetani en el temps amb el mític Estudio 1, es diferenciava d'aquest —en el qual era habitual l'emissió d'obres d'autors contemporanis— en què Teatre de sempre va començar centrat exclusivament en obres de teatre clàssic grec i llatí, si bé a partir de la segona temporada va ampliar el seu espectre a obres del segle d'or, tant espanyol com anglès o francès.
D'aquesta manera, al llarg de sis anys es van emetre peces d'Eurípides, Sòfocles o Aristòfanes, però també de Calderón de la Barca, Lope de Vega i William Shakespeare. Per a potenciar de manera expressa aquesta iniciativa, cal esmentar que Televisió Espanyola va subscriure un conveni de col·laboració amb el Ministeri d'Informació i Turisme, llavors competent en matèria d'arts escèniques, per a, a través d'aquest espai de televisió, donar a conèixer al gran públic els millors exponents del teatre espanyol del Segle d'Or.

## Elenc
Per a dissenyar l'elenc de cadascuna de les obres, Televisió Espanyola comptava amb la plantilla d'actors de la cadena, per la qual cosa, encara que cada peça tenia uns intèrprets diferents, era freqüent que els actors apareguessin en diversos episodis. Així, per exemple, Alicia Hermida va arribar a intervenir en més de 25 obres. Altres intèrprets coneguts que van intervenir inclouen Nicolás Dueñas, Lola Herrera, Fernando Delgado, María José Alfonso, Jesús Enguita, Andrés Mejuto, Estanis González o José María Escuer.

## Premis
- Premis Ondas 1969